# Luis Miguel Muñoz Cárdaba
Luis Miguel Muñoz Cárdaba (Vallelado, Segovia, 25 de agosto de 1965) es un arzobispo español que forma parte del Servicio Diplomático de la Santa Sede como nuncio apostólico.

## Biografía
Se licenció en derecho en la Universidad Complutense de Madrid, tras lo que ingresó en el seminario mayor de Toledo y en el Seminario Conciliar de San Ildefonso también en Toledo.
Fue ordenado sacerdote el 28 de junio de 1992 por el cardenal arzobispo de Toledo Marcelo González Martín, incardinándose en esa Archidiócesis de Toledo. 
Completó su formación en el Pontificio Colegio Español de San José donde se doctoró en Teología Dogmática por la Pontificia Universidad Gregoriana y se licenció en Derecho Canónico por la Pontificia Universidad de la Santa Cruz. 
En 1994 entró como colaborador en la Secretaría de Estado de la Santa Sede. 
En 1999 ingresó en la Pontificia Academia Eclesiástica y desde 2001 forma parte del Servicio Diplomático de la Santa Sede. 

## Episcopado

### Nuncio Apostólico
El 31 de marzo de 2020 fue nombrado nuncio apostólico de Sudán y Eritrea.
El 25 de julio de ese año, fue consagrado arzobispo titular de Nasai por el Secretario de Estado de la Santa Sede, Pietro Card. Parolin en la catedral de Toledo.
El 23 de enero de 2024 fue nombrado nuncio apostólico en Mozambique.